# 3. division 2025-26 (fodbold)
3. division 2025-26 er den fjerdebedste fodboldliga i Danmarksturneringen i fodbold. Sæsonen 2025-26 vil være den femte sæson.

## Struktur
3. division består af 12 hold, der møder hinanden to gange per sæson. Derefter samles de 6 bedste hold i et oprykningsspil, hvor hvert hold møder hinanden 2 yderligere gange, ude og hjemme. De sidste 6 hold mødes samtidig i et nedrykningsspil, hvor de også møder hinanden to gange. De to bedste hold i oprykningsspillet rykker op i 2. division og de tre dårligste hold i nedrykningsspillet rykker ned til Danmarksserien.

## Stilling

### Grundspil
Skabelon:3. division 2025-26 (fodbold)